# Réseau évangélique suisse
Le Réseau évangélique suisse (RES) est une alliance évangélique nationale, affiliée à l'Alliance évangélique mondiale. Elle regroupe 11 confessions chrétiennes, 200 églises évangéliques, 80 organisations, 40 000 chrétiens en Suisse romande. Son président est Jean-Luc Ziehli.

## Historique

### L'Alliance évangélique romande
L'Alliance évangélique romande (AER) a été fondée en 1847 à Genève par diverses confessions chrétiennes évangéliques. C'est Henry Dunant, fondateur de la Croix-Rouge, qui en est le premier secrétaire entre 1852 et 1859. Il était chargé de rédiger les procès-verbaux et peut-être d'assumer une grande part de la correspondance. Il est contraint de renoncer à son poste car il décide d'entreprendre divers voyages. Il reste cependant membre du comité de l'Alliance évangélique pendant plusieurs années.

### RES
En automne 1983, un groupe de personnes issues de la Pastorale Évangélique Romande fonde la Fédération Romande d'Églises et Œuvres Évangéliques (FREOE) qui a pour but d'offrir à ses membres une plate-forme de dialogue afin de favoriser l'unité du mouvement évangélique. Elle devient l'équivalent romand du VFG (de) (Freikirchen Schweiz) en Suisse allemande.  En 2006, l’Alliance Évangélique Romande et la Fédération Romande d’Églises et Œuvres Évangéliques fusionnent pour former le Réseau évangélique suisse. En 2016, le pasteur Jean-Luc Ziehli devient président du Réseau.

## Statistiques
En 2024, le RES regroupe 11 confessions chrétiennes membres, 200 églises évangéliques, 80 organisations en Suisse romande. Il représenterait 40 000 chrétiens.

## Croyances
Le Réseau évangélique suisse a une confession de foi évangélique et est membre de l’Alliance évangélique mondiale.

## Partenaires
En Suisse alémanique, le Schweizerische Evangelische Allianz (SEA) est un partenaire.

## Programmes
L’alliance a des programmes d’évangélisation, de soutien humanitaire et de protection des valeurs chrétiennes dans la société .

## Implications
Le RES a pris part à l'organisation du Jour du Christ, un événement qui réunit des chrétiens de toute la Suisse. Le 13 juin 2010, au stade de Berne, 94 % des 25 000 participants viennent en transport public, à pied ou à vélo : un record écologique pour un rassemblement de cette envergure.
En 2014, le RES a été entendu sur la RTS à propos des affiches Love Life (prévention contre le SIDA) en lançant une campagne alternative à cette campagne qu'elle estime trop provocatrice,,,,. Une pétition du RES récolte plus de 10 000 signatures, rendant le débat public,,.
En 2014-2015, le RES s'est engagé aux côtés des associations évangéliques touchées par la décision de la Ville de Genève de ne plus octroyer d'autorisation pour les stands de prosélytisme religieux sur la voie publique, à compter de septembre 2014. La Ville de Genève a finalement été condamnée dans une série de décisions prononcées par le Tribunal administratif de première instance. La Ville n'a pas fait recours contre ces décisions et a revu sa position,,.
En 2017-2018, le Réseau évangélique suisse combat la décision de l'Office fédéral du sport (OFSPO) d'exclure les camps confessionnels des programmes « Jeunesse et Sport ». Les négociations aboutissent à un compromis : les associations chrétiennes s'engagent à travailler sur la base notamment de la Charte pour le service chrétien parmi les enfants et les jeunes, elles se constituent en associations indépendantes des Églises lorsque ce n'est pas encore le cas et créent une faîtière pour centraliser les offres de formation de cadres J+S. Formation+ est fondée à cet effet.
En 2018, le RES soutient un recours déposé par sa fédération cantonale, le Réseau évangélique de Genève, et par trois autres signataires, et qui demande à la Cour constitutionnelle genevoise de vérifier la constitutionnalité de la nouvelle Loi sur la laïcité de l'État (LLE), adoptée par le Grand Conseil le 26 avril 2018 et confirmée plus tard par le peuple genevois le 10 février 2019. La Cour constitutionnelle admet partiellement le recours du RES en novembre 2019. Elle estime en effet que la liberté religieuse n'autorisait pas l'État à interdire aux élus dans les instances législatives — Grand Conseil et conseils municipaux — de porter des signes religieux extérieurs. En ce qui concerne les manifestations publiques cultuelles désormais interdites dans la Loi sur la laïcité, “sauf exceptions” (art.  LLE), incluant notamment l’organisation de baptêmes au bord du lac, la Cour reconnaît qu’“une telle restriction apparaît disproportionnée et peu compatible avec la jurisprudence fédérale”, mais qu'une application conforme à la liberté religieuse reste possible en pratique. Pour le RES cela signifie que « l’État devra accorder les autorisations nécessaires pour ces événements extérieurs ponctuels, comme par exemple pour les Eglises souhaitant organiser un baptême au lac, et ceci aux mêmes conditions que pour les événements non cultuels. Cette explication apporte une clarification très importante, non seulement pour Genève, mais aussi pour les autres cantons. Alors que ces baptêmes au bord du lac étaient à parfois simplement tolérés, sans faire l’objet d’une autorisation explicite, les Églises pourront désormais demander une autorisation officielle et devraient en principe être en mesure de conduire ces activités publiques en toute légalité. »
En 2018-2020, le RES s'engage aux côtés de son ancien président Norbert Valley, condamné en mars 2018 par le Ministère Public du canton de Neuchâtel à une amende de 1'000 CHF avec sursis et à 250 CHF de frais administratifs pour avoir facilité le séjour d'une personne présente illégalement en Suisse. Il avait en effet mis à disposition de manière temporaire et ponctuelle un appartement de l'Église évangélique du Locle à un demandeur d'asile débouté qu'il avait pris sous sa protection. Il sera finalement acquitté le 12 mars 2020 par le tribunal de police de la Chaux-de-Fonds. Le RES annonce vouloir continuer de s'engager pour une modification de l'art. 116 de la Loi sur l'intégration et les étrangers (LEI) qui a conduit à cette condamnation. L'affaire révèle en effet un problème plus large et attire l'attention de la société civile, à l'image d'Amnesty International qui dénonce la pratique suisse en la matière dans un rapport intitulé: « Europe : Compassion sanctionnée : la solidarité devant la justice au sein de la forteresse Europe ».

## Littérature
- Qui sont les évangéliques ? Petit lexique pour mieux comprendre cette branche du protestantisme, brochure éditée par le Réseau évangélique suisse, 2014
- Olivier Favre, Les Églises évangéliques de Suisse, origines et identités, Labor et Fides, 2006.
- Thomas Hanimann, La foi d'Henry Dunant, réflexion sur l'identité religieuse du fondateur de la Croix-Rouge, Editions Réseau évangélique suisse, 2011
- Jean-François Mayer, L'évolution des chrétiens évangéliques et de leur perception en Suisse romande, Editions Réseau évangélique suisse, 2016
- Michael Mutzner (ed.), Objections de conscience en Suisse. Perspectives évangéliques, Editions Réseau évangélique suisse, 2018
- Marc Schöni, La Suisse, une nation chrétienne ?, Editions Réseau évangélique suisse, 2014
- Jörg Stolz, Olivier Favre, Caroline Gachet, Emmanuelle Buchard, Le phénomène évangélique, analyses d'un milieu compétitif, Labor et Fides, 2013.